# أبو بكر اليكي
أبو بكر اليَكِّي (نسبة إلى مدينة يكة) هو شاعر أمازيغي أندلسي كان يتميز بالهجاء الرسمي الساخر وهو هجاء يضخم المساوئ بأسلوب فكاهي ويسخر من الشخص المهجو.

## أبياته
وهذا النوع يحمل القارئ على الضحك كقول أبي بكر اليكي يهجو أحدهم عن الوضوء:
وقال تلك البيتين عن أحد السفهاء من كبار الأجسام صغار الأحلام
وقد عاصر اليكى الكثير من الشعراء وتناقشا وتهاجا بعضهم البعض مثل حواره مع الاديب أبو جعفر احمد بن محمد البتى
إلاّ أنّه كان خبيث اللسان، ما كف هجوه عن إنسان، ما برح مدّة حياته منتزحاً عن الأوطان، خائفاً مترقباً من السلطان، لما شهد به الناس عليه، ونسبوه إليه، من الزندقة والإلحاد، وإنكار حشر الأجساد، وانكبابه.
وأنشد البتى بيتا:
فأجابه أبو جعفر بن البتي، بقوله:
فقال: أنت البتي؟
فقال: أنت اليكّي؟ فتعانقا
فهو كان شاعرًا هجّاءًا للناس فكان أغلب من يراه يقترف منه
وكثير من الشعراء من أخذ منه بعض بيوته وردت إليه مرة أخرى ومنهم من لم ترد إليه مثل الشاعر أبو جعفر عبد الولي البتي حيث قال:
فإنّ البيت الأوّل ليس له، وإنّما هو لأبي بكر اليكي، كما نصّ على ذلك ابن دحية الكلبي في كتابه (المطرب) في قصّة جرت بينهما ومطارحة أدبية، قال اليكي البيت الأوّل وأجازه مجيباً البنّي بالبيت الثاني
وكان أيضا اليكّى قد ظهر في شعر أو هجاء المعارضة السياسية والفكرية فقد قال اليكّى يهجو المرابطين: